# ضبط
الضبط في اللغة عبارة عن الجزم، وفي الاصطلاح إسماع الكلام كما يحق سماعه، ثم فهم معناه الذي أريد به، ثم حفظه ببذل مجهوده، والثبات عليه بمذاكرته إلى حين أدائه إلى غيره.